# Labastide-Monréjeau
Labastide-Monréjeau es una comuna francesa de la región de Aquitania en el departamento de Pirineos Atlánticos.
El topónimo Labastide-Monréjeau fue mencionado por primera vez en el año 1352 con el nombre de Mont-Reyau.

## Demografía
| 317 | 285 | 318 | 271 | 300 | 310 | 325 | 312 | 300 | 289 | 260 | 282 | 252 | 244 | 242 | 220 | 221 | 204 | 213 | 215 | 214 | 197 | 185 | 172 | 168 | 175 | 148 | 151 | 180 | 190 | 194 | 304 | 349 | 445 |
| Para los censos de 1962 a 1999 la población legal corresponde a la población sin duplicidades (Fuente: INSEE [Consultar]) |     |     |     |     |     |     |     |     |     |     |     |     |     |     |     |     |     |     |     |     |     |     |     |     |     |     |     |     |     |     |     |     |     |